# Méry-Bissières-en-Auge
Méry-Bissières-en-Auge é uma comuna francesa na região administrativa da Normandia, no departamento de Calvados. Estende-se por uma área de 9,12 km². Em 2010 a comuna tinha 1 100 habitantes (densidade: 120,6 hab./km²).
A municipalidade foi estabelecida em 1 de janeiro de 2017 e consiste na fusão das antigas comunas de Méry-Corbon e Bissières. A comuna tem sua prefeitura em Méry-Corbon.